# Penza (bướm đêm)
Elusa là một chi bướm đêm thuộc họ Noctuidae.

## Hình ảnh

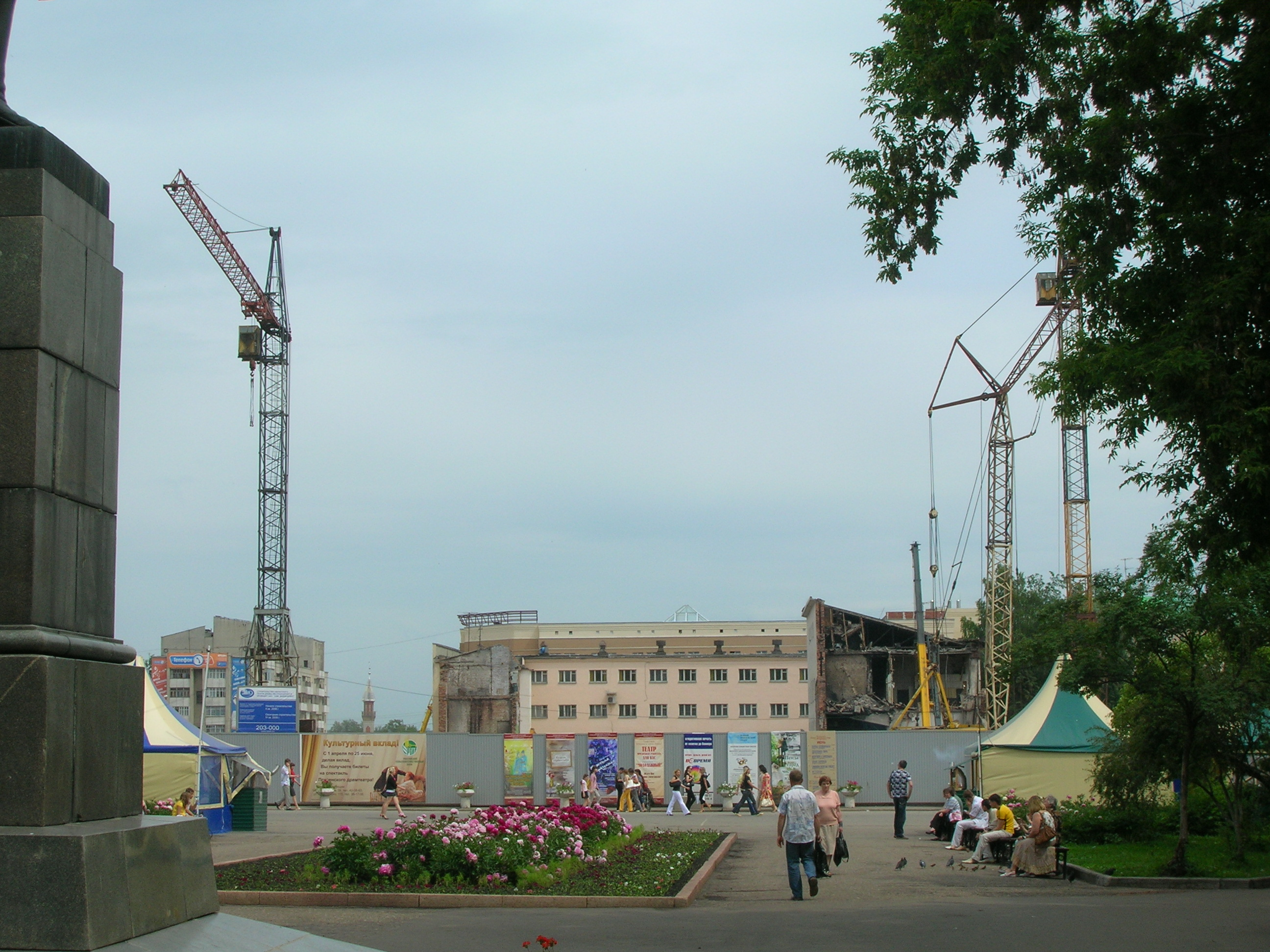
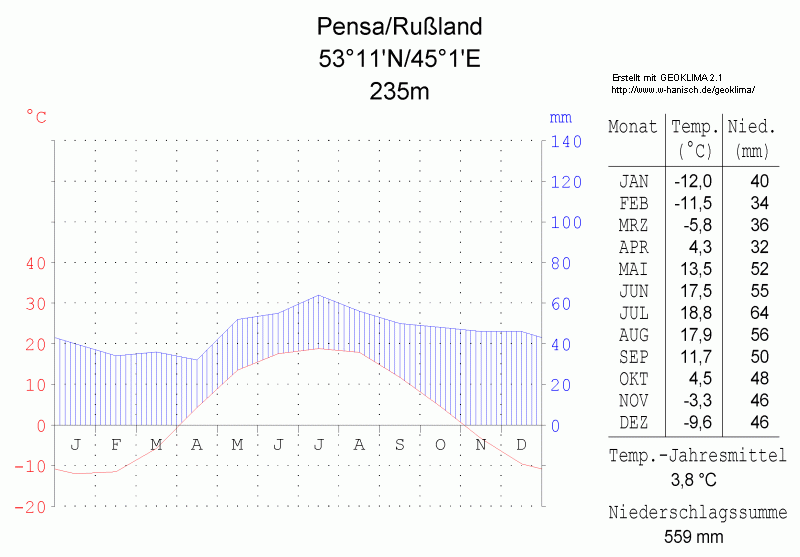
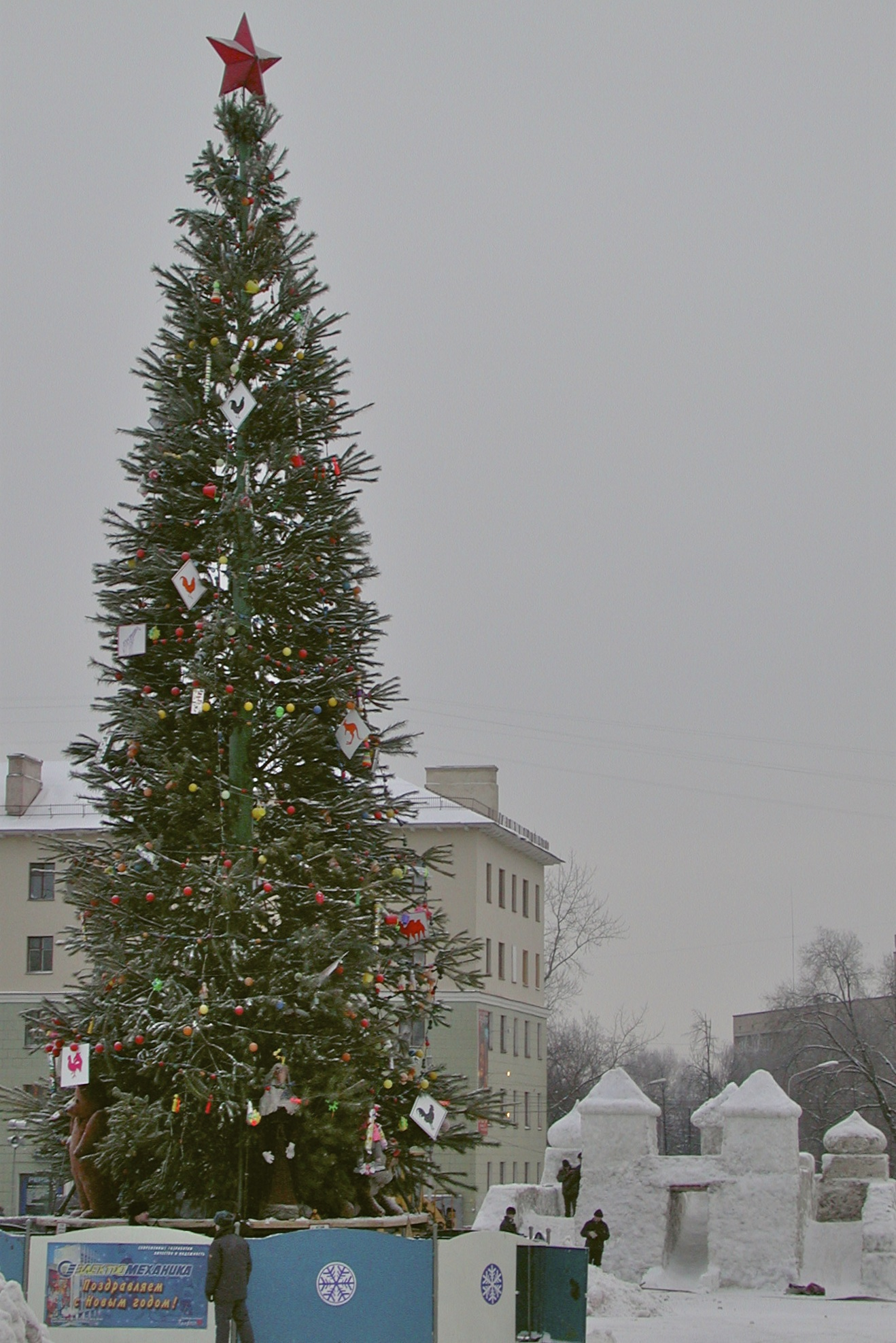
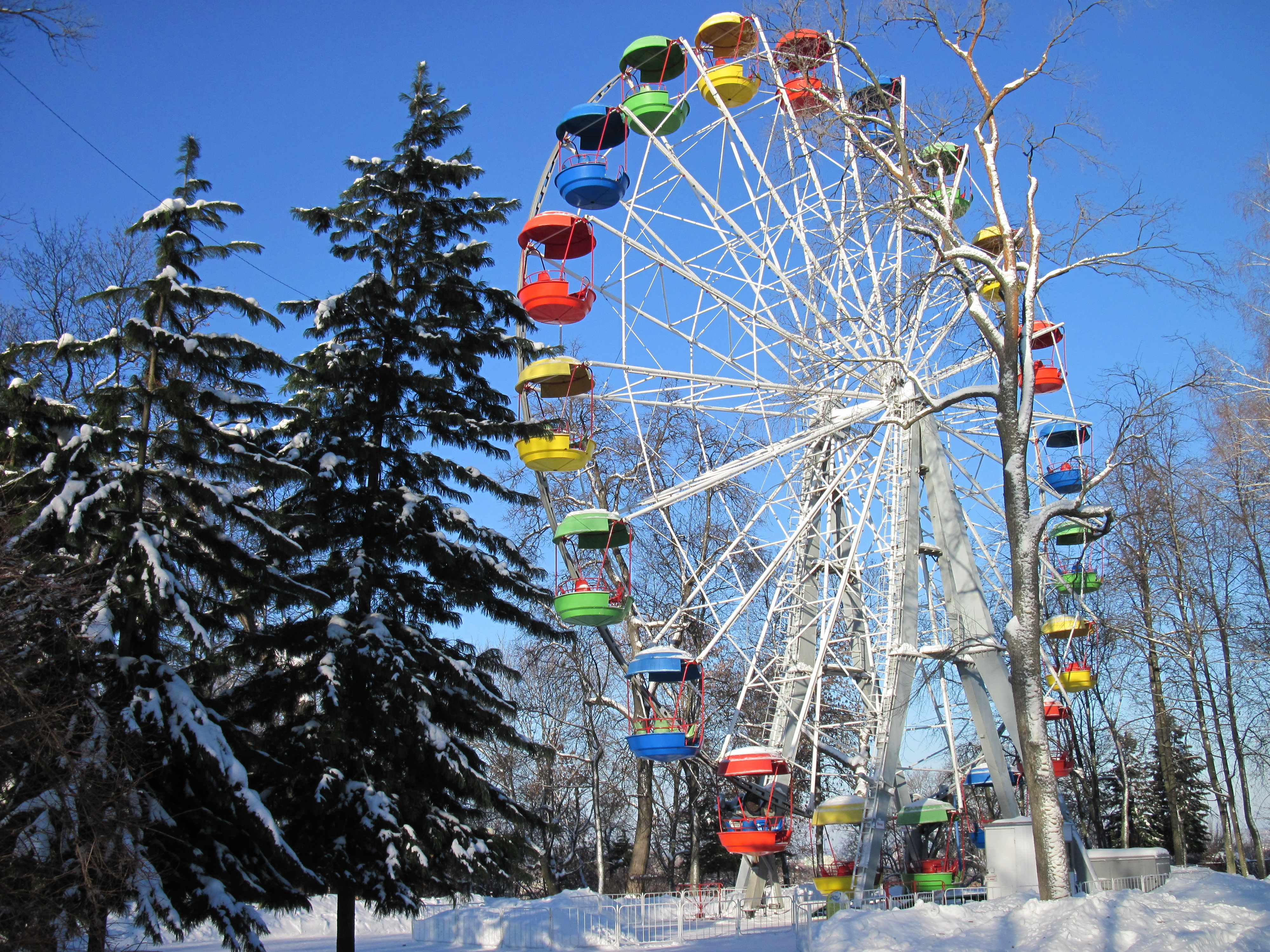